# Financement agricole Canada
Financement agricole Canada (FAC) est le plus grand prêteur à terme agricole au Canada .
Le but de cet organisme est de valoriser le Canada rural en offrant des services financiers spécialisés et personnalisés aux exploitations agricoles, y compris fermes familiales . Bien qu'autrefois exclusivement un prêteur agricole, FAC est désormais également organisée pour fournir un financement aux entreprises étroitement liées ou dépendantes de l'agriculture. FAC se concentre surtout au financement de petites et moyennes entreprises. En effet, le décaissement moyen de ses prêts était de 163 649 $ en mars 2014

## Histoire et gouvernance
Financement agricole Canada a été créée en 1959, en vertu de la Loi sur le crédit agricole, à l'époque uniquement pour accorder des prêts aux agriculteurs. FAC succéda à la Commission du prêt agricole canadien, qui fut créée en 1929.
Le 2 avril 1993, le Parlement a adopté la Loi sur la société de crédit agricole qui a ensuite permis à l'organisation de s'étendre au-delà des simples prêts agricoles - pour financer des projets de Diversification agricole et des opérations agricoles qui allait au-delà de la conception traditionnelle du travail à la ferme En juin 2001, la Loi sur Financement agricole Canada a changé le nom de l'entreprise pour Financement agricole Canada ou Farm Credit Canada (FCC) en anglais.

## Structure et fonctions
FAC est l'une des nombreuses sociétés d'État du Canada. L'entreprise relèvent du Parlement du Canada par l'intermédiaire du ministre de l'Agriculture et de l'Agroalimentaire . Le conseil d'administration de la société comprend jusqu'à 12 membres. Toutes les personnes qui sont nommés nécessitent l'approbation du gouverneur en conseil. Ce conseil se réunit régulièrement au siège social de la société, situé à Regina, en Saskatchewan. FAC compte plus de 1 700 employés, six bureaux régionaux et plus de 100 bureaux locaux et de district à travers le Canada, principalement dans les régions rurales du pays (en mars 2014).
FAC peut financer et offrir des programmes et des services conjoints avec des organismes fédéraux, des gouvernements provinciaux et d'autres prêteurs à terme. Les activités de FAC sont financées principalement au moyen des émissions d'obligations de FAC, des billets structurés, des billets institutionnels à court terme, des programmes à long terme et de la dette institutionnelle. FAC lève des fonds sur les marchés nationaux et internationaux.
Le portefeuille de produits de FAC comprend une variété de prêts intermédiaires et à long terme, avec des périodes d' amortissement qui peuvent durer jusqu'à 29 ans. En mars 2014, la société disposait d'un portefeuille de prêts de 149 130 prêts d'une valeur totale de 26 205 millions de dollars.

## Reconnaissance
En octobre 2008, Financement agricole Canada a été nommé l'un des 100 meilleurs employeurs au Canada par Mediacorp Canada Inc., et un portrait de l'entreprise fut publié dans le magazine de nouvelles Maclean's . Plus tard ce mois-là, Financement agricole Canada a été nommé l'un des meilleurs employeurs de la Saskatchewan, ce qui a été annoncé par les journaux StarPhoenix et Regina Leader-Post.
En décembre 2008, Financement agricole Canada a été nommé l'un des 50 meilleurs employeurs au Canada du Report on Business Magazine présenté dans le journal The Globe and Mail.